# Ryszard Jakubczak
Ryszard Jakubczak (ur. 19 kwietnia 1951) – pułkownik Wojska Polskiego, doktor habilitowany nauk wojskowych, profesor zwyczajny Instytutu Bezpieczeństwa i Porządku Wydziału Bezpieczeństwa Wewnętrznego Publicznego Wyższej Szkoły Policji w Szczytnie i Instytutu Bezpieczeństwa Narodowego Wyższej Szkoły Administracji Publicznej im. Stanisława Staszica w Białymstoku.

## Życiorys
W 1975, po ukończeniu Wyższej Szkoły Oficerskiej Wojsk Zmechanizowanych we Wrocławiu, rozpoczął zawodową służbę wojskową.
27 czerwca 1988 obronił pracę doktorską Organizacja i prowadzenie rozpoznania w terenie zurbanizowanym przez siły i środki dywizji, 26 stycznia 1999 habilitował się na podstawie dorobku naukowego i pracy zatytułowanej Wojska Obrony Terytorialnej III Rzeczypospolitej Polskiej. 22 czerwca 2004 nadano mu tytuł profesora w zakresie nauk wojskowych.
Objął funkcję profesora zwyczajnego w Instytucie Bezpieczeństwa Narodowego w Wyższej Szkole Administracji Publicznej im. Stanisława Staszica w Białymstoku, a także w Instytucie Bezpieczeństwa i Porządku Publicznego na Wydziale Bezpieczeństwa Wewnętrznego w Wyższej Szkole Policji w Szczytnie.
Piastuje stanowisko profesora w Instytucie Nauk o Bezpieczeństwie na Wydziale Bezpieczeństwa i Nauk Prawnych w Wyższej Szkole Policji w Szczytnie.

## Publikacje
- 2005: Działania nieregularne w historii wojen Józef Marczak, Ryszard Jakubczak[2]
- 2006: Działanie nieregularne na ziemiach polskich[2]
- 2009: Obrona narodowa w Polsce Ryszard Jakubczak, Weronika Jakubczak[2]